# Gunnar Nehls
Gunnar Nehls född 1955, svensk konstnär, porträtt gravör. Verksam vid Tumba bruk 1981-1990. Internationell free-lance gravör 1990-2007. Sedan 2007 verksam vid Crane Currency (fd. Tumba Bruk). Har graverat Karl XI och Carl von Linné på tidigare svenska 500- och 100-kronorssedlar.
Utbildad på Kungliga Konsthögskolan i Stockholm 1973-1978 samt Skolan för Gravörer och Formgivare (heltidskurs vid Kungliga Konsthögskolan tillsammans med bland annat gravör kollegorna Agnes Miski Török, Toni Hanzon och Lars Sjööblom) 1979-1981.